# 万启盈
万启盈（1920年—2013年），男，直隶（今河北）丰润人，中华人民共和国政治人物。曾任上海市新闻出版局副局长。